# Wobbler (Band)
Wobbler ist eine Retro-Prog-Band aus Norwegen. 

## Geschichte
Die Gruppe wurde 1999 in Hønefoss gegründet. Sie ist durch Bands wie Gentle Giant, King Crimson, Genesis, Premiata Forneria Marconi, Museo Rosenbach, Anekdoten und Änglagård beeinflusst und veröffentlichte 2003 zwei Demo-Aufnahmen im Internet, die in der internationalen Progressive-Rock-Szene großen Anklang fanden. Es folgten Einladungen zu diversen Festivals und erste Berichte in den Fanzines der Szene.
Im Jahr 2005 brachten die Musiker um Keyboarder und Mastermind Lars Fredrik Frøislie ihr erstes offizielles Album Hinterland heraus. Knapp vier Jahre später, Anfang 2009, folgte Afterglow, das größtenteils altes Liedmaterial (u. a. die beiden oben genannten Demo-Tracks) enthielt.
Im Mai 2011 erschien das dritte Album, Rites at Dawn. Nur wenige Wochen später verkündete die Band auf ihrer Facebook-Seite den Ausstieg ihres langjährigen Gitarristen Morten Andreas Eriksen.

## Stil
Die Kompositionen und der Sound von Wobbler orientieren sich überaus deutlich an den klassischen Progressive-Rock-Bands der 1970er Jahre. Ihr Musikstil ist somit als Retro-Prog zu bezeichnen.
Die Musiker legen verstärkt Wert auf die Verwendung von Original-Equipment aus den 1970ern, u. a. Rickenbacker-Bass, Mellotron, Hammond-Orgel, Hohner Clavinet, Fender Rhodes, Moog-Synthesizer und ARP Solina String Ensemble.

## Diskografie
Alben
- 2005: Hinterland
- 2009: Afterglow
- 2011: Rites at Dawn
- 2017: From Silence to Somewhere
- 2020: Dwellers of the Deep